# 크라켄

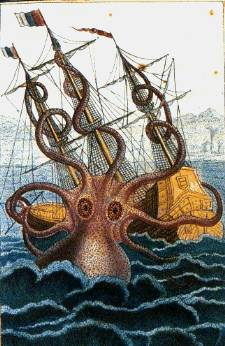
크라켄이 배를 습격하는 상상도.

크라켄(Kraken)은 신화 속의 거대한 바다괴물로, 노르웨이와 아이슬란드의 해안에 살았던 것으로 전해진다. 거대하고 무시무시한 몸집과 잦은 출현으로 다양한 문학 작품에서 크라켄을 일반적인 바다 괴물의 표본으로 삼았다. 크라켄은 촉수가 있으며 13~15m 크기로 추정되는 대왕오징어 혹은 콜로살오징어에서 유래되었다고 추정된다. 크라켄은 평소에는 깊은 바다 속에 살지만, 이따금 수면 위로 올라와 배를 공격한다고 전해진다.
크라켄의 이름은 '병든 동물'이나 '(무엇인가) 뒤틀린'이라는 의미의 스칸디나비아어의 단어인 'krake'에서 유래하였으며, 현대 독일어에서 'krake' (복수 또는 어형이 변화된 단수: Kraken)는 문어를 의미하나, 때때로 전설의 크라켄으로 언급되기도 한다.

## 같이 보기
- 크툴루
- 레비아탄

## 참고 문헌
- 존 윈덤 (1953). '바다 속의 우주 괴물'/'Out of the Deeps' (US). ISBN 0-14-001075-0
- Sjögren, Bengt (1980). Berömda vidunder. Settern. ISBN 91-7586-023-6 (스웨덴어)
- Terrell, Peter; et al. (Eds.) (1999). German Unabridged Dictionary (4th ed.). Harper Collins. ISBN 0-06-270235-1.

## 문화
- 영화 <캐리비안의 해적: 망자의 함>
- 영화 <타이탄>
- 애니메이션 터닝메카드 W